# Estación José María Bosch
José María Bosch es una estación ferroviaria ubicada en la localidad de Villa Bosch, partido de Tres de Febrero, Provincia de Buenos Aires, Argentina.

## Servicios
La estación corresponde al Ferrocarril General Urquiza de la red ferroviaria argentina, en el ramal que conecta las terminales Federico Lacroze y General Lemos.

## Historia
Los terrenos ocupados por la antigua parada del ferrocarril, conocida primitivamente como Kilómetro 11 y luego como parada J.M.Bosch (actual estación), fueron donados por la Sra. Carmen Miguens de Bosch. El edificio de la estación contaba de un hall, boletería, sala de espera, depósito de encomiendas, oficina del jefe, baños y en planta alta, la casa para la familia del jefe.